# Kurdistans demokratiska parti (Iran)
Kurdistans Demokratiska Parti (sorani: دێموکراتی کوردستانی ئێران Partîa Demokratê Kurdistanê), förkortat KDP eller KDPI, är ett kurdisk parti i Iran, grundat 1945, som med sovjetiskt stöd inrättade Mahabadrepubliken i provinsen Kordestan, Iran, 1946.

## Mahabadrepubliken
Kurdistans Demokratiska Parti grundades den 16 augusti 1945 av kurdiska kommunister med militärt och ideologiskt stöd från Sovjetunionen. I skuggan av Sovjetunionens invasion av Iran och som ett led i Irankrisen 1946 inrättade partiet 1946 Mahabadrepubliken i provinsen Kordestan i nordvästra Iran. Irans premiärminister Ahmed Qavam övertygade Sovjetunionen att dra sig tillbaka från Iran varefter republiken omedelbart föll i december samma år. Iranska styrkor återtog ockuperad mark och upprorsledaren Qazi Muhammad avrättades för landsförräderi 1947.

## Senare utveckling
Efter invasionen påbörjade partiet en militär gerillakrigföring mot den iranska staten, vilket (2000) pågår än idag. Partiet har numera sitt högkvarter i Irakiska Kurdistan, en autonom region i Irak. Iran betraktar organisationen som en terrororganisation eftersom organisationen dödar iranska gränsvakter och anklagas ligga bakom oroligheter i landet.
Efter Sovjetunionens upplösning bytte partiet ideologi från kommunism till kurdisk nationalism, socialism och sekularism.